# Arroz sucio

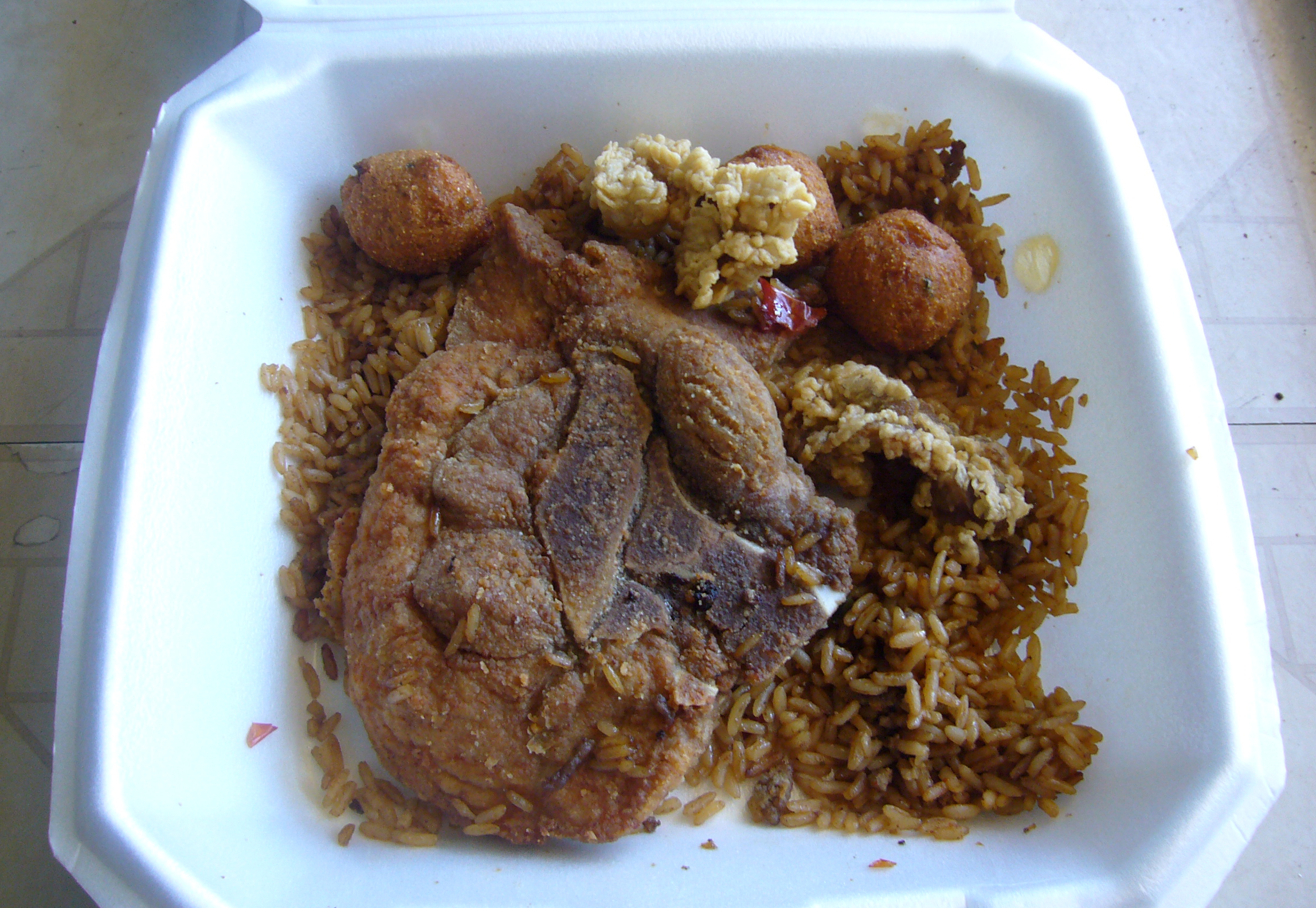
Chuleta de cerdo con arroz sucio.

El arroz sucio es un plato tradicional cajún consistente en arroz blanco cocinado con trocitos de hígado y otros menudillos de pollo, lo que le da un color oscuro («sucio») y un sabor suave pero distintivo.
Parecido al pilaf, también incluye pimiento verde, apio y cebolla (la «sagrada trinidad») y en ocasiones perejil y cebolla verde picada.
El arroz sucio es común en las regiones cajunes del sur de Luisiana y Misisipi, pero también se encuentra en otras regiones del sur de Estados Unidos.